# ハローグッバイ (2016年の映画)
『ハローグッバイ』は、2017年7月15日に公開された日本映画。監督は菊地健雄、主演はともに映画初主演となる萩原みのりと久保田紗友。
それぞれ悩みを抱え、同じクラスにいながら交わることのなかった2人の女子高生が、認知症の高齢女性との出会いと交流を通じて、衝突しながらもお互いに認め合い成長していく青春ドラマ。
2016年に開催された第29回東京国際映画祭で、日本映画スプラッシュ部門出品作品として10月27日にTOHOシネマズ六本木ヒルズでワールドプレミア上映が開催され、上映前に舞台挨拶が行われた。
また、公開初日の2017年7月15日にも東京・渋谷ユーロスペースで初日舞台挨拶が行われた。

## 製作
監督の菊地は、主演の萩原と久保田について「2人が役と向き合うことへの迷いが、まさに主人公の思春期の少女たちの心の揺れのようで、この作品においては非常にいい効果をもたらした」とコメントしている。

## キャスト
水野はづき
演 - 萩原みのり
クラスでも目立つ存在。元彼の尊との間に子供ができたのではないかと一人で悩みを抱え込んでいた。
ラブレターを届けるのを諦めようとする葵に「ちゃんと届けに行こう」と言う。
今村葵
演 - 久保田紗友
クラスの委員長。優等生だが、両親が仕事で忙しくしており、寂しさを紛らわせるため密かに万引きを繰り返していた。
悦子の初恋の人にラブレターを届ける手伝いをしようとはづきに持ちかける。
小林悦子
演 - もたいまさこ
認知症の高齢女性。想いを伝えることのできなかった初恋の人・幸二郎にラブレターを渡したいと思っている。
茅野耕介／茅野幸二郎
演 - 渡辺シュンスケ
耕介は幸二郎の息子。悦子がよく口ずさんでいたメロディーは父・幸二郎が大切な人のために作った曲だとピアノを弾きながら話す。
小林早紀
演 - 渡辺真起子
悦子の娘。認知症で徘徊したりする悦子に困っている。
冨田和枝
演 - 木野花
小林悦子の高校時代からの友人。悦子の初恋の人・幸二郎は悦子の友人と結婚して、2人とも既に亡くなっていると話す。
尊
演 - 小笠原海（超特急）
はづきの元彼。今は瞳と付き合っている。
瞳
演 - 岡本夏美
クラスメートで、はづきのグループの一人。尊の現在の彼女。
はづきに「私たち友だちだよね?」と念を押す。
果鈴
演 -  松永ミチル
クラスメートで、はづきのグループの一人。
桃子
演 -  望月瑠菜
クラスメートで、はづきのグループの一人。
店長
演 -  桐生コウジ
葵が万引きした店の店長。
小林敦彦
演 -  池田良
悦子の息子で、早紀の弟。
早紀から悦子を引き取ってほしいと言われるが、施設に入れるしかないと言う。
警官
演 -  川瀬陽太
認知症の悦子をはづきと葵が連れて行った交番の警官。

## スタッフ
- 監督 - 菊地健雄
- 脚本 - 加藤綾子
- 音楽 - 渡辺シュンスケ
- 主題歌 - 渡辺シュンスケ（Schroeder-Headz）「手紙が届けてくれたもの」（Victor Entertainment）
- 劇中曲 - 渡辺シュンスケ
- エグゼクティブプロデューサー - 金吉唯彦
- 企画・プロデュース - 内田わか
- プロデューサー - 平林勉
- アシスタントプロデューサー - 杉林琴美
- 協力プロデューサー - 齋見泰正
- 撮影 - 佐々木靖之
- 照明 - 山本浩資
- 録音 - 高田伸也
- 美術 - 安藤真人
- 装飾 - 龍田哲児
- スタイリスト - 阪上秀平
- ヘアメイク - 有路涼子
- 編集 - 山崎梓
- 助監督 - 張元香織
- 制作担当 - 熊谷悠
- 配給 - アンプラグド
- 製作 - Sony Music Artists Inc.